# زنگ کویلیانگ
زنگ کویلیانگ (به انگلیسی: Zeng Qiliang) (زادهٔ ۱۰ مهٔ ۱۹۷۵) شناگر اهل چین است.